# Il taglio del bosco
Il taglio del bosco è un racconto lungo di Carlo Cassola, scritto negli anni 1948 - 1949 e uscito nel dicembre 1950 su "Paragone-Letteratura", subito recensito da Geno Pampaloni.
Esce in seguito nell'edizione Fabbri del 1954, nell'edizione Nistri-Lischi del 1955, comprendente altri racconti, e infine nell'edizione Einaudi 1959 con il titolo Il taglio del bosco. Racconti lunghi e romanzi brevi

## Trama
Sulla pendice boscosa del monte Berignone che scende fino al torrente Sellate, una squadra formata da cinque boscaioli lavora per cinque mesi al taglio di un bosco.
Guglielmo, vedovo da pochi mesi e padre di due bambine, Irma e Adriana, è un giovane uomo che ha acquistato, dal proprietario di Massa Marittima, il diritto di tagliare gli alberi di un bosco dell'Appennino toscano per recuperare il legname sperando di ricavarne un forte guadagno. Fa parte della squadra Fiore, un uomo sulla cinquantina di carattere difficile ma con grande esperienza, che sarà il suo capomacchia; Francesco, di poco più vecchio di Fiore, non molto attivo sul lavoro ma bravissimo a raccontare storie permettendo così ai compagni di trascorrere alla meno peggio le lunghe serate o le giornate di pioggia; Amedeo, cugino di Guglielmo e il ventenne Germano, amante delle donne, un po' sbruffone e appassionato cacciatore.
Concluso il lavoro, quando il taglio è terminato e l'ultimo carico di carbone è stato consegnato al mulattiere, Guglielmo ritorna a casa e, passando di fronte al cimitero, si rende conto di non aver superato il dolore per la morte della moglie. "Aveva messo il sacco a terra e si era appoggiato al cancello del camposanto. Non gli era mai accaduto di sentirsi così disperato, nemmeno nei giorni della disgrazia. Per qualche momento farneticò addirittura; pensava di stendersi lì in terra e lasciarsi morire".

## Origine e sviluppo del romanzo
Lo stesso Cassola racconta l'origine e lo sviluppo del suo romanzo: "Lo iniziai alla fine del '48. Era concepito come una vicenda puramente esistenziale, la vicenda, appunto di un taglio di bosco. Cinque boscaioli vanno a tagliare un bosco; durante alcuni mesi fanno ogni giorno lo stesso lavoro, ripetono gli stessi discorsi, ecc. Ecco un magnifico tema per una narrazione negativa: mi permetteva infatti di raccontare qualcosa e, nello stesso tempo, di non raccontare nulla. Nulla, intendo dire, che avesse un significato particolare. Il solo significato che avrebbe potuto avere una vicenda del genere era puramente esistenziale. Ne avevo scritto una metà, quando un avvenimento che sconvolse la mia vita mise in crisi anche la mia letteratura. Presi in odio il mio passato, la mia educazione estetica, tutto quello che avevo scritto fino ad allora; trovai mostruosa una poetica che isolava l'emozione esistenziale facendone l'unico oggetto dell'espressione letteraria. Così, quando alcuni mesi dopo ripresi a scrivere Il taglio del bosco, conservai la vicenda esistenziale del taglio, ma ne feci il semplice sfondo di un sentimento particolare, il dolore del protagonista per la morte della moglie. L'esistenza dei compagni, quest'esistenza fatta di nulla, di gesti quotidiani, di discorsi quotidiani, è per Guglielmo lo specchio della sua condizione precedente, lo specchio della sua felicità perduta".
La narrazione è all'inizio lineare e astorica, essendo l'unico riferimento al tempo in cui si svolge quella dell'inverno 1938-1939 quando la guerra civile spagnola era ormai vinta, e negativa essendo priva di grandi avvenimenti esterni e puramente riferita alla vicenda di una squadra di boscaioli che taglia un bosco a Berignone, dove Cassola era stato partigiano. "Pagine", scrive Renato Bertacchini, "si direbbe di un diario elementare intessuto di fatica e lavoro, contrappunto dalle sequenze quotidiane dei cibi cucinati dagli uomini, dai panni che ugualmente sono costretti a lavarsi da soli; con l'unico diversivo del fumare nei momenti di riposo, giocare a carte o discorrere o chiudersi in lunghi mutismi durante le veglie invernali; mentre il ciclo delle stagioni porta il freddo e la nebbia, le grandi tempeste invernali di pioggia scrosciante e la neve che scende nel silenzio della notte".
Ad un certo punto della stesura, però, Cassola introduce lo stato di dolore del protagonista Guglielmo per la morte della moglie e in questo modo "la vicenda del taglio, pur restando ferma nel racconto, non ne costituisce più il centro, ma diventa piuttosto lo sfondo esistenziale, funziona da controprova biologica e specchio reattivo per i sentimenti del protagonista".

## La critica
"Il tono che domina tutto il racconto, e vogliamo dire soprattutto quando è in scena il protagonista, è un tono elegiaco, dove la rudezza dei caratteri e delle condizioni ambientali e la gentilezza dei sentimenti si temperano in una situazione realistica forse fino all'autobiografismo (un autobiografismo, s'intende, tutto interiore) cui il consueto tono medio della lingua conferisce un'assoluta credibilità umana e artistica".
"Attorno al motivo individuale della sofferenza del protagonista - magistralmente descritta da Cassola, in uno stile scarno ed essenziale, che rende questo racconto uno dei suoi testi migliori - se ne intreccia uno corale, che rappresenta i taglialegna nel loro quotidiano, duro lavoro con la natura".
"Nel Taglio del bosco, non meno che nella Visita, vige la poetica in base a cui nulla accade, veramente, che possa essere raccontato, e ogni sentimento, per quanto profondo e doloroso sia, in realtà è ineffabile".

## Cinematografia
Da Il taglio del bosco è stato tratto un film per la televisione andato in onda il 19 settembre 1963, diretto da Vittorio Cottafavi e con l'attore Gian Maria Volonté nel ruolo principale.

## Edizioni
- Carlo Cassola, Il taglio del bosco, Einaudi, 1959.
- Carlo Cassola, Il taglio del bosco, I (per BUR La Scala), VI (per BUR Scrittori Contemporanei) ed., collana La Scala. Scrittori Contemporanei, BUR, maggio 1998,  p. 180, ISBN 88-17-10617-8.
- Carlo Cassola, Il taglio del bosco, Mondadori, 2013.